# (8499) 1990 SC13
(8499) 1990 SC13 là một tiểu hành tinh vành đai chính. Nó được phát hiện bởi Henri Debehogne ở Đài thiên văn La Silla ở Chile ngày 22 tháng 9 năm 1990.